# Alan Hancox
Alan Robin Winston Hancox (* 1932 in England; † 1. Januar 2013 in Kisumu, Kenia) war unter Daniel arap Moi in Kenia Chief Justice (1989–1993).

## Leben
Alan Hancox wurde in England geboren und wuchs dort auf. Ab 1954 war er Barrister in England, ab 1957 war er Vertragsrichter in Kenia, erst als Resident Magistrate und im selben Jahr als State Counsel unter dem Attorney General.
Zwischen 1961 und 1963 war Hancox Resident Magistrate in Nigeria und danach wieder in Kenia als Senior Resident Magistrate tätig. Ab 5. Juli 1965 arbeitete er als Deputy Registrar am High Court in Mombasa.
Zum 1. Oktober 1969 wurde Hancox als Richter zum High Court bestellt und ab 30. September 1975 war er zusätzlich als Mitglied des Review Tribunals tätig. Zum Richter des Court of Appeals wurde Alan Hancox ab 4. November 1982 berufen.
Er war einziges Mitglied der Commission of Inquiry into the Insurance Industry (auch Hancox Commission), die 1986 eingesetzt wurde. Der Bericht wurde nur an ausgewählte Interessensgruppen der Versicherungsindustrie ausgegeben und nicht an die Öffentlichkeit ausgegeben. Von 10. Dezember 1987 bis 12. Oktober 1989 war er Vorsitzender der Kenya Law Reform Commission.
Zum Chief Justice wurde Hancox am 22. September 1989 ernannt, zur Zeit der Öffnung zum Mehrparteiensystem. Sein Vertrag lief bis Ende 1992, durch die Überschneidung mit der Präsidentschaftswahl wurde sein Vertrag jedoch bis Ende März 1993 verlängert. Hancox’ Nachfolger wurde der ghanaische Richter Fred Kwasi Apaloo. Damit war er der letzte in Kenia tätige Vertragsrichter, der teilweise von der britischen Regierung bezahlt wurde.
Danach zog er nach Guernsey und war dort bis 2002 Assistant Magistrate. 1997 wurde er als Lieutenant Bailiff eingeschworen und ging 2008 in Pension. Am 1. Januar 2013 starb Alan Hancox, ein Stiefsohn von Kenias Chief Justice James Wicks, im Aga-Khan-Krankenhaus in Kisumu.

## Kritik
Alan Hancox galt als loyal gegenüber der Regierung Kenias. Kurz nach seiner Ernennung zum Chief Justice rief Hancox Rechtsanwälte zur Loyalität zum Präsidenten auf. Darüber hinaus entschied er im Fall Mwangi Stephen Muriithi v Attorney General, dass Mitglieder der öffentlichen Dienstes im Sinne des Präsidenten zu handeln hätten. Er stellte den regierungstreuen Vertragsrichter Norbury Dugdale als duty judge ein und übertrug damit Dugdale die Entscheidungen, ob Anklagen akzeptiert werden und welche Richter diese bearbeiten. In dieser Position blockierte er Anträge auf Vollstreckung von in der Verfassung verankerten Menschenrechte.
Unter anderem wegen dieser Entscheidungen wurde er immer wieder von der Law Society of Kenya (LSK) kritisiert. Gegen Ende seiner Amtszeit beschnitt er die Rechte der LSK. 1991 gab es eine Petition von 107 Rechtsanwälten, die Hancox’ Rücktritt forderten und bei einem Treffen den britischen Außenminister Douglas Hurd dazu drängten, die Zahlungen einzustellen.

## Verliehene Orden
- Elder of the Order of the Golden Heart of Kenya am 12. Dezember 1989[16]
- Commander of the Order of the British Empire am 31. Dezember 1993[17]

## Publikationen
Er arbeitete an den Kenya Appeal Reports, auch Hancox Reports genannt, die als zwei Bände vom Verlag Butterworths Law veröffentlicht wurden. Inhalt dieser Veröffentlichungen sind die Entscheidungen des Court of Appeal von 1982 bis 1992.
A. R. W. Hancox (Herausgeber)
- Kenya Court of Appeal Report (1982–1988). Butterworths Law, London 1991, ISBN 978-0-406-33026-0.
- Kenya Court of Appeal Report (1988–1992). Butterworths Law, London 1994, ISBN 978-0-406-01034-6.
- Decisions of the Court of Appeal for Kenya: unofficial reports, Band 1–7. Kaplan & Stratton, Nairobi 1983–1989.